# 本間宗久
本間宗久（1724年—1803年）是日本江戶時代的大米商，也是日本傳統著名的相場師之一，相當於現在所稱的投資或投機大師。他眼光精準，擅長技術分析，傳說K線即是本間宗久所發明的。

## 生平
本間宗久出生於出羽國庄內（今山形縣酒田市），23歲時過繼給酒田的豪農本間家作為養子。
本間宗久以其獨家的酒田五法（屬於技術分析）首先在大坂的堂島米市中獲取暴利，後來轉往江戶的藏前米市也同樣百戰百勝，征服了當時日本的兩大米市，因而被人稱為「相場之神」、「出羽的天狗」，時諺更有「酒田晴，堂島陰，江戶藏前雨飄零。」來形容本間一家獨贏的盛況。
本間宗久的絕大成功為本間家打下了日後富可敵國的基礎，在二次大戰日本投降後，盟軍最高司令部（GHQ）實行農地改革之前，本間家是日本最大的地主。
其著作有《宗久翁秘錄》、《酒田戰術詳解》、《本間宗久相場三昧傳》、《三猿金泉錄》等，但也有後人集結偽託的說法，真實情況仍不得而知。

## 外部連結
- 酒田五法 （页面存档备份，存于）